# Sophie Schwarz

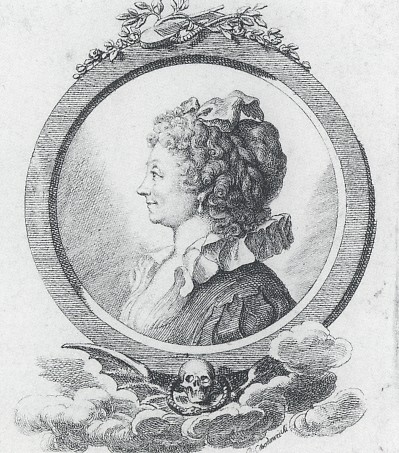
Sophie Schwarz nach einem Stich von Daniel Chodowiecki, 1791.

Agnes Sophie Schwarz (geb. Becker; * 17. Juni 1754 in Neu-Autz bei Mitau im Kurland (heute Lettland); † 26. Oktober 1789 in Halberstadt) war eine deutsch-baltische Schriftstellerin und enge Freundin der Schriftstellerin Elisa von der Recke.

## Leben
Sophie Schwarz wurde 1754 als Tochter des Pastors Ulrich Gottlieb Becker und dessen Frau Sophie Veronika, geb. Luther, in Neu-Autz im heutigen Lettland geboren. Ihr älterer Bruder Bernhard wurde später ebenfalls Pastor und war wie seine Schwester als Dichter tätig. Sophie Schwarz erhielt eine sorgfältige Erziehung und lernte unter anderem Französisch, Englisch und das Klavierspiel. Sie freundete sich mit den Halbschwestern Dorothea, spätere Herzogin von Kurland, und besonders Elisa von der Recke an, die auf dem nachbarlichen Gut Alt-Autz lebten. Über ihren Vater lernte sie zudem den geistlichen Dichter Christoph Friedrich Neander kennen, der Pastor im benachbarten Grenzhof (heute Augskalne) und Propst der Doblenschen Diözese war.

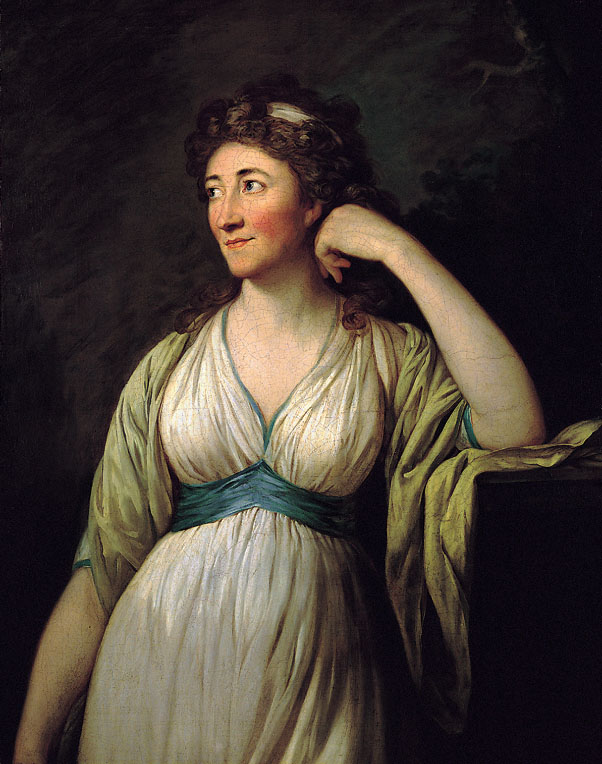
Elisa von der Recke 1797; Gemälde von Anton Graff.

Mit ihrer gleichaltrigen Freundin Elisa von der Recke und Julie Reichardt zusammen ging sie 1784 auf eine Reise nach Deutschland, die offiziell als Kur in Karlsbad geplant war, jedoch zu einer Studienreise durch Deutschland wurde. In Gotha trafen sie 1784 mit Friedrich Wilhelm Gotter zusammen, den Winter 1784/1785 verbrachten Sophie und Elisa im Harz. Im Jahr 1785 besuchten sie unter anderem Bayreuth. Aus demselben Jahr stammt auch ihr Briefwechsel mit Moses Mendelssohn, der 1790 veröffentlicht wurde. In Hamburg traf Sophie Schwarz im Herbst 1785 mit Elise Reimarus, Johann Georg Witthauer und Friedrich Gottlieb Klopstock zusammen. Zu Beginn des Jahres 1786 kehrte Sophie Schwarz nach Kurland zurück, wo ihre Mutter und ihr Vater im April und Mai desselben Jahres starben. Sophie Schwarz verarbeitete den Verlust in ihrem Gedicht Beym Grabeshügel meiner Eltern – 1786 im May.
Auf ihrer Reise durch Deutschland hatte Sophie Schwarz in Halberstadt den Referendar Johann Ludwig Georg Schwarz (1759–1830) kennengelernt, der um sie warb und den sie nach dem Tod ihrer Eltern am 18. April 1787 im Haus Elisa von der Reckes heiratete. Sie ging zusammen mit ihrem Mann nach Halberstadt, von wo aus sie einen regen Briefwechsel mit Elisa von der Recke und Dorothea führte. Sie verkehrte mit Johann Wilhelm Ludwig Gleim und dessen Freunden wie Christoph August Tiedge, der Sophie Schwarz in seinem Gedicht Auf Gleims schönen Baum verewigte, das am 2. April 1791 entstand und 1797 veröffentlicht wurde. Auch Gottfried August Bürger schrieb ein Gedicht auf Sophie Schwarz, die humorvolle Aufgegebene Liebeserklärung an Sophie, nach vorgeschriebenen Endreimen.
Sophie Schwarz starb 1789 mit nur 35 Jahren kurz nach der Geburt ihres ersten Kindes, eines Sohnes. Kurz nach ihrem Tod veröffentlichte ihr Ehemann 1790 eine Zusammenstellung von Gedichten seiner Frau und Elisas von der Recke, die als Elisens und Sophiens Gedichte erschienen und als Erinnerungsbuch an Sophie Schwarz und die enge Freundschaft beider Frauen konzipiert war. Neben Gedichten beider Autorinnen befinden sich auch Beiträge von Johann Wilhelm Ludwig Gleim, Leopold Friedrich Günther von Goeckingk und Christoph August Tiedge darin.

## Briefe einer Curländerinn
Das Werk Briefe einer Curländerinn erschien kurz nach Sophie Schwarz’ Tod 1791 bei Vieweg in Berlin und wurde von ihrem Mann Johann Ludwig Georg Schwarz herausgegeben. Auf dem Titelblatt des zweibändigen Werkes befindet sich ein von Daniel Chodowiecki gestochenes Bildnis, welches jedoch von Zeitgenossen als „wenig ähnliches Profil“ eingeschätzt wurde.
Das als Lesebuch in Briefen konzipierte Werk umfasst eine Bearbeitung des originalen Tagebuchs von Sophie Schwarz, das diese in den Jahren 1784 und 1785 auf der Reise mit Elisa von der Recke führte. Dabei wechseln sich Beschreibung von gerade bereisten Gegenden mit Nachrichten über Personen, die Sophie Schwarz auf ihrer Reise kennenlernte, ab und werden durch private Nachrichten ergänzt. Sophie Schwarz nahm am ursprünglichen Tagebuch zahlreiche Streichungen vor und schrieb zusätzliche Episoden, sodass der authentische Charakter des Tagebuchs verloren ging. Das Reisetagebuch, das den Briefen einer Curländerinn zugrunde liegt, erschien erstmals 1884 unter dem Titel Vor 100 Jahren.

## Werke
- Arindas. Eine Geschichte unsrer Zeit (1790)
- Elisens und Sophiens Gedichte (1790)
- Briefe einer Curländerinn. Auf einer Reise durch Deutschland (durch Sophie und Johann Ludwig Georg Schwarz bearbeitete Version des Tagebuchs; 1791)
- Vor 100 Jahren. Elise von der Reckes Reise durch Deutschland 1784-86 nach dem Tagebuche ihrer Begleiterin Sophie Becker (erste authentische Ausgabe des Tagebuchs, 1884)